# Theodor Ankarcrona

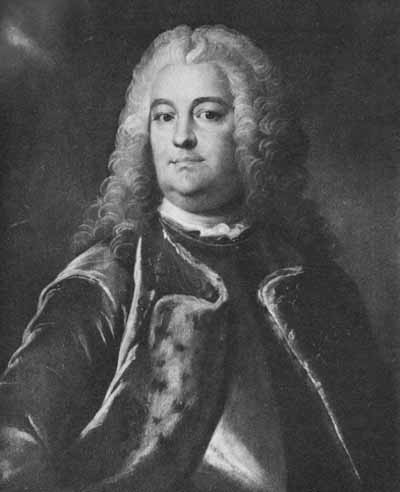
Theodor Ankarcrona

Theodor Ankarcrona, geboren Christophers (* 15. Februar 1687 in Karlskrona; † 2. November 1750 in Stockholm), war ein schwedischer Admiral und Landshövding über Stockholms län.
Bereits im Alter von sechs Jahren wurde er von seinem Onkel Jakob Christophers in Amsterdam aufgenommen und erhielt später eine Anstellung als Buchhalter in dessen Geschäft. Nach dem Ende der Anstellung bei der britischen Flotte wechselte Christophers 1711 zurück nach Schweden und trat den Dienst bei der schwedischen Flotte an.
Kurze Zeit später wurde er zum Leutnant und nach der Rettung Karl XII. von Stralsund nach Schweden 1715 zum Kommandeur der Hauptflotte in Karlskrona ernannt. 1717 wurde Christophers in der Adelsstand erhoben und erhielt den Namen Ankarcrona.